# タナベ胃腸薬
『タナベ胃腸薬』（タナベいちょうやく、英文・TANABE ICHOYAKU）は、田辺三菱製薬が販売する胃腸薬の商品名である。

## 製品概要
1963年（昭和38年）、田辺製薬（田辺三菱製薬の前身）より発売された。現在は、OTC医薬品として消化薬「タナベ胃腸薬ウルソ」と、総合胃腸薬「タナベ胃腸薬<調律>」が発売されている。

## 主要製品

### 現在
- タナベ胃腸薬ウルソ【第3類医薬品】 - 2016年（平成28年）3月14日発売。ウルソデオキシコール酸配合。
- タナベ胃腸薬<調律>錠剤【医薬品 → 第2類医薬品】 - 1995年（平成7年）8月25日発売。胃腸運動調律剤 トリメブチンマレイン酸塩・制酸剤・胃粘膜修復剤・鎮痛鎮痙剤・消化酵素配合。

### 過去
- タナベ胃腸薬（第1期）
- タナベ胃腸薬顆粒
- タナベ胃腸薬分包
- タナベ胃腸薬錠
- タナベ胃腸薬（第2期）
- タナベ胃腸薬U錠
- タナベ胃腸薬U分包
- 新タナベ胃腸薬錠 - 食べすぎ、飲みすぎに。制酸薬・健胃生薬・鎮痛鎮痙剤・利胆剤・消化酵素配合。2005年（平成17年）3月31日販売終了。
- タナベ胃腸薬<調律>顆粒【医薬品 → 第2類医薬品】 - 1997年（平成9年）10月22日発売。自主回収のため2015年（平成27年）2月13日までを以て販売終了。
- 新タナベ胃腸薬顆粒【医薬品 → 第2類医薬品】 - 飲みすぎ、食べすぎに。制酸薬・利胆剤・胃粘膜修復剤・健胃生薬・消化酵素配合。顆粒剤の総合胃腸薬。2015年（平成27年）4月30日販売終了。